# Bruchtorf
Bruchtorf ist ein Ortsteil in der Gemeinde Jelmstorf im niedersächsischen Landkreis Uelzen.

## Geografie und Verkehrsanbindung
Bruchtorf liegt nordöstlich des Kernortes Jelmstorf. Die Bundesstraße 4 verläuft südwestlich. Nördlich des Ortes fließt der Jelmstorfer Bach und östlich des Ortes die Ilmenau. Bruchtorf ist durch eine Buslinie mit drei Bushaltestellen an die umgebenen Orte angeschlossen.